# Eden Roc
Eden Roc és una concentració de població designada pel cens dels Estats Units a l'estat de Hawaii. Segons el cens del 2000 tenia 451 habitants.

## Demografia
Segons el cens del 2000, Eden Roc tenia 451 habitants, 186 habitatges, i 110 famílies La densitat de població era de 24,79 habitants per km².
Dels 186 habitatges en un 33,3% hi vivien nens de menys de 18 anys, en un 39,2% hi vivien parelles casades, en un 12,9% dones solteres, i en un 40,9% no eren unitats familiars. En el 33,3% dels habitatges hi vivien persones soles l'1,6% de les quals corresponia a persones de 65 anys o més que vivien soles. El nombre mitjà de persones vivint en cada habitatge era de 2,42 i el nombre mitjà de persones que vivien en cada família era de 3,12.
Per edats la població es repartia de la següent manera: un 29,3% tenia menys de 18 anys, un 6,8% entre 18 i 24, un 29,5% entre 25 i 44, un 31,5% de 45 a 64 i un 2,9% 65 anys o més.
L'edat mediana era de 37,3 anys. Per cada 100 dones hi havia 110,75 homes. Per cada 100 dones de 18 o més anys hi havia 123,08 homes.
La renda mediana per habitatge era de 15.658 $ i la renda mediana per família de 38.229 $. Els homes tenien una renda mediana de 21.146 $ mentre que les dones 19.464 $. La renda per capita de la població era de 9.902 $. Aproximadament el 16,9% de les famílies i el 34,9% de la població estaven per davall del llindar de pobresa.

## Poblacions més properes
El següent diagrama mostra les poblacions més properes.